# Friedrich Kasimir Medikus

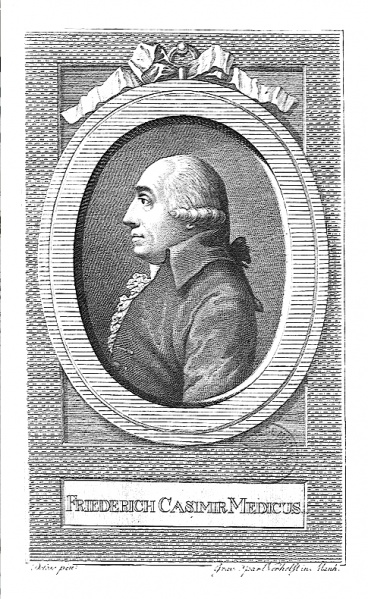
Friedrich Kasimir Medikus.

Friedrich Kasimir Medicus ou Medikus (Grambach , 1736 – 8 de julho de 1808) foi um médico e botânico alemão.
Foi conselhelheiro regente na Baviera e diretor da Universidade de Heidelberg. Foi conservador do jardim botânico de Mannheim, onde permaneceu de 1776 até a sua morte. Contribuiu com a difusão da cultura da acácia-de-flor-branca na Europa.
Medikus foi um observador extremamente minucioso, corrigindo numerosos erros presentes na classificação científica de Carl von Linné e revisou partes significativas da obra Genera Plantarum.

## Principais obras
- Uma de suas obras mais célebres é Beiträge zur schönen Gartenkunst (Mannheim: Hof und akademische Buchhandlung, 1783), em que desenvolve uma teoria científica de jardinagem;
- Über Nordamerikanische Baume und Straucher, als Gegenstande der deutschen Fortwissenschaft und der schönen Gartenkunst (1792), onde oferece uma tipologia detalhada de numerosas espécies americanas ;
- Beiträge zur Kultur exotischer Gewäschse (1806), sobre o mesmo tema
- Geschichte periodischer Krankheiten (Karlsruhe, 1764) ;
- Sammlung von Beobachtungen aus der Arzengwissenschaft (Zurique, dois volumes, 1764-1766, reeditado em 1776) ;
- Briefe an den Hern I.G. Zimmermann, über cinige Erfahrungen aus der Arznegwissenschaft (Mannheim, 1766) ;
- Sur les rechûtes et sur la contagion de la petite vérole, deux lettres de M. Medicus,... à M. Petit (Mannheim, 1767) ;
- Von dem Bau auf Steinkohlen (Mannheim, 1768) :
- Beiträge zur schönen Gartenkunst (Mannheim, 1782) :
- Botanische Beobachtungen (Mannheim, 1780-1784).
- Über einige künstliche Geschlechter aus der Malven- Familie, denn der Klasse der Monadelphien (Mannheim, 1787) :
- Pflanzen-Gattungen nach dem Inbegriffe sämtlicher Fruktifications-Theile gebildet... mit kritischen Bemerkungen (Mannheim, 1792) :
- Über nordamerikanische Bäume und Sträucher, als Gegenstände der deutschen Forstwirthschaft und der schönen Gartenkunst (Mannheim, 1792).
- Critische Bemerkungen über Gegenständen aus dem Pflanzenreiche (Mannheim, 1793):
- Geschichte der Botanik unserer Zeiten (Mannheim, 1793) :
- Unächter Acacien-Baum, zur Ermunterung des allgemeinen Anbaues dieser in ihrer Art einzigen Holzart (Leipzig, quatro volumes, 1794-1798) :
- Über die wahren Grundsäzze der Futterbaues (Leipzig, 1796).
- Beyträge zur Pflanzen-Anatomie, Pflanzen-Physiologie und einer neuen Charakteristik der Bäume und Sträucher (Leipzig, dois volumes, 1799-1800).
- Entstehung der Schwämme, vegetabilische Crystallisation (Leyde, 1803).
- Fortpflanzung der Pflanzen durch Examen (Leyde, 1803) :
- Beiträge zur Kultur exotischer Gewächse (Leipzig, 1806).